# Тугуржап
Тугуржа́п (каз. Тұғыржап) — село у складі Акжарського району Північноказахстанської області Казахстану. Входить до складу Талшицького сільського округу, раніше було у складі ліквідованої Колосовської сільської ради.
Населення — 37 осіб (2021; 125 у 2009, 287 у 1999, 319 у 1989).
Національний склад станом на 1989 рік:
- казахи — 100 %.

Колишня назва — Тогуржап.